# District de Linchuan
Le district de Linchuan (临川区 ; pinyin : Línchuān Qū) est une subdivision administrative de la province du Jiangxi en Chine. Il est placé sous la juridiction de la ville-préfecture de Fuzhou.